# 施韦恩多夫
施韦恩多夫是德国下萨克森州的一个市镇。总面积5.44平方公里，总人口701人，其中男性341人，女性360人（2011年12月31日），人口密度129人/平方公里。